# Taptık, Havsa
Taptık là một xã thuộc huyện Havsa, tỉnh Edirne, Thổ Nhĩ Kỳ. Dân số thời điểm năm 2011 là 481 người.